# Tmarus jocosus
Tmarus jocosus là một loài nhện trong họ Thomisidae.
Loài này thuộc chi Tmarus. Tmarus jocosus được Octavius Pickard-Cambridge miêu tả năm 1898.